# Ziuziukî, Romnî
Ziuziukî (în ucraineană Зюзюки) este un sat în comuna Perehrestivka din raionul Romnî, regiunea Sumî, Ucraina.

## Demografie
Componența lingvistică a localității Ziuziukî
     Ucraineană (100%)
Conform recensământului din 2001, toată populația localității Ziuziukî era vorbitoare de ucraineană (100%).